# نادي الاتحاد الفاسي
الاتحاد الرياضي الفاسي نادي رياضي مغربي متعدد الفروع من مدينة فاس، تأسس سنة 1915 وكان من أندية القسم الأول في البطولة المغربية قبل استقلال المغرب سنة 1956، فرع كرة القدم في النادي ما زال مسجلا في المسابقات الرياضية المغربية. من بين هذه الفروع، فرع السباحة الذي يعد أشهر فرع حاليا في النادي، كما يضم فروع كرة اليد، كرة السلة، الكرة الطائرة، ألعاب القوى، الريغبي، سباق الدراجات.

## الألقاب

### كرة القدم
|  | البطولات                    | عدد الألقاب | سنوات الألقاب    |
|  | --------------------------- | ----------- | ---------------- |
|  | الدوري المغربي الممتاز      | 2           | 1924، 1925       |
|  | كأس المغرب                  | 3           | 1924، 1925، 1934 |
|  | الدوري المغربي القسم الثاني | 1           | 1921             |

### كرة الماء
|  | البطولات                | عدد الألقاب | سنوات الألقاب |
|  | ----------------------- | ----------- | ------------- |
|  | بطولة المغرب لكرة الماء | 2           | 1955، 1956    |

## وصلات خارجية
- (بالعربية) الموقع الرسمي للاتحاد الرياضي الفاسي ـ فرع السباحة